# Gordon H. Dunn
Gordon H. Dunn (* 1932 in Montpelier (Idaho)) ist ein US-amerikanischer Physiker.
Dunn erhielt 1955 den BS und 1961 den PhD für Physik an der University of Washington. Er wurde zunächst bis 1962 NRC Fellow am National Bureau of Standards. Von 1962 bis 2002 war Dunn an der University of Colorado am Joint Institute for Laboratory Astrophysics (JILA) aktiv. 1970 wurde er Fellow der American Physical Society.
Ein Forschungsgebiet waren experimentelle Techniken zum Studium von Elektron-Ion-Kollisionen zu entwickeln, für die er 1984 den Davisson-Germer-Preis erhielt.

## Auszeichnungen
- 1984: Davisson-Germer-Preis